# Fil·lis (mitologia)

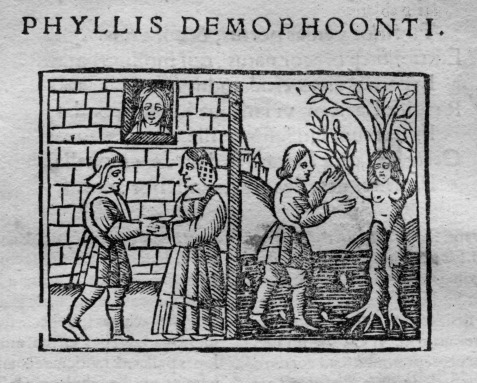
Fil·lis i Demofont

Fil·lis (en grec antic Φυλλίς), va ser l'heroïna d'una història d'amor, on el protagonista és tan aviat Acamant com el seu germà Demofont, els fills de Teseu. Quan va tornar de Troia, Acamant (o Demofont) va ser arrossegat amb algunes naus més a la costa de Tràcia, a la desembocadura de l'Estrímon. Allà va ser acollit pel rei del país, Fileu, o també per Cías, o Licurg, fill de Driant, o Telos. Aquest rei tenia una filla, Fil·lis, que es va enamorar del príncep i s'hi casà. O bé, segons altres versions, li va prometre que s'hi casaria, però va dir que havia de tornar a Atenes abans d'unir-se a ella definitivament. Fil·lis va estar d'acord amb aquesta separació, però va donar al seu promès un cofret amb l'advertència de què el mantingués tancat, ja que contenia, segons va dir, els objectes sagrats del culte de Rea. El jove només podria obrir-lo quan ja no tingués esperances de retrobar-la. Va arribar el dia fixat pel retorn, però Fil·lis es va quedar sola. Va fer nou vegades el camí de la ciutat al port per veure si arribava el vaixell, però no va arribar. Quan es va desesperar i va creure que mai més no tornaria, es va penjar.
El mateix dia, a Creta, on Deomofont (o Acamant) s'havia instal·lat i on s'havia casat amb una altra dona, l'oblidadís promès va obrir el cofret d'on en va sortir un espectre que va espantar el seu cavall, que es va encabritar i el jove va caure sobre la seva espasa i va morir.
S'explicava també que Fil·lis havia estat transformada en arbre, un ametller sense fulles. Demofont va tornar a Tràcia després de la mort de la jove i va saber la transformació. Llavors va abraçar l'ametller que es va omplir de fulles. Una altra versió diu que a la tomba de Fil·lis es van plantar arbres que a l'estació de la seva mort perdien les fulles.
A Fil·lis se li atribueixen dos fills tinguts amb Demofont: Acamant i Amfípolis.